# ジョシュ・グリーン (バスケットボール)
ジョシュア・ベンジャミン・グリーン（Joshua Benjamin Green, 2000年11月16日 - ）は、オーストラリアのニューサウスウェールズ州シドニー出身のプロバスケットボール選手。NBAのシャーロット・ホーネッツに所属している。ポジションはシューティングガードまたはスモールフォワード。

## 経歴

### 生い立ち
オーストラリアに生まれる。父親はアメリカ人、母親はオーストラリア人であり、ともにセミプロのバスケットボール選手であった。5歳のときから母親の指導のもとでバスケットボールを始め、高校時代の途中にアメリカ合衆国へ移住した。

### カレッジ
ビラノバ大学、ノースカロライナ大学など数々の強豪大学からオファーがあったなかで、アリゾナ大学に進学した。1年間プレーし、マクドナルド・オール・アメリカンやナイキ・フープサミットに選出されるなど活躍。シーズン終了後に2020年のNBAドラフトにアーリーエントリーした。

### ダラス・マーベリックス

#### 2020-21シーズン
11月18日のドラフトにて全体18位でダラス・マーベリックスから指名され、同月30日にマーベリックスとのルーキー契約に合意した。
12月23日のフェニックス・サンズ戦でNBAデビューを果たし2得点を記録したが、チームは102-106で惜敗した。

#### 2021-22シーズン
2021年10月19日にマーベリックスはグリーンの2022-23シーズンまでのプレイヤーオプションを行使した。
12月27日のポートランド・トレイルブレイザーズ戦でキャリアハイとなる10アシストを記録し、チームは132-117で勝利した。2022年1月9日のシカゴ・ブルズ戦でシーズンハイとなる18得点を記録し、チームは113-99で勝利した。
4月21日のユタ・ジャズとのプレーオフ第1回戦の第3戦で12得点、3リバウンド、6アシスト、2スティールを記録した。このシーズン、チームは2011年以来のカンファレンス決勝に進出したが、この年のNBAチャンピオンであるゴールデンステート・ウォリアーズに第5戦の末に敗れた。

#### 2022-23シーズン
11月20日のデンバー・ナゲッツ戦で23得点、2リバウンドを記録したが、チームは97-98で惜敗した。
12月9日のミルウォーキー・バックス戦で肘を負傷し、20試合の欠場を余儀なくされた。復帰戦となる2023年1月18日のアトランタ・ホークス戦で9得点を記録したが、チームは122-130で敗れた。2月6日のユタ・ジャズ戦でキャリアハイとなる29得点を記録し、チームは124-111で勝利した。

#### 2023-24シーズン
10月23日にマーベリックスと3年総額4,100万ドルの延長契約に合意した。このシーズン、グリーンはチームのNBAファイナル進出に貢献したが、第5戦の末にボストン・セルティックスに敗れた。

### シャーロット・ホーネッツ
2024年7月6日にNBA史上最大となる6チームが絡む大型トレードでシャーロット・ホーネッツへ移籍した。

## 個人成績

### NBA

#### レギュラーシーズン
| シーズン | チーム | GP  | GS  | MPG  | FG%  | 3P%  | FT%  | RPG | APG | SPG | BPG | PPG |
| -------- | ------ | --- | --- | ---- | ---- | ---- | ---- | --- | --- | --- | --- | --- |
| 2020–21  | DAL    | 39  | 5   | 11.4 | .452 | .160 | .565 | 2.0 | .7  | .4  | .1  | 2.6 |
| 2021–22  | DAL    | 67  | 3   | 15.5 | .508 | .359 | .689 | 2.4 | 1.2 | .7  | .2  | 4.8 |
| 2022–23  | DAL    | 60  | 21  | 25.7 | .537 | .402 | .723 | 3.0 | 1.7 | .7  | .1  | 9.1 |
| 2023–24  | DAL    | 57  | 33  | 26.4 | .479 | .385 | .684 | 3.2 | 2.3 | .8  | .2  | 8.2 |
| 2024–25  | CHA    | 68  | 67  | 27.8 | .428 | .391 | .681 | 2.5 | 1.6 | 1.1 | .2  | 7.4 |
| 通算     | 通算   | 291 | 129 | 22.0 | .482 | .380 | .687 | 2.7 | 1.5 | .8  | .2  | 6.7 |

#### プレーオフ
| シーズン | チーム | GP | GS | MPG  | FG%  | 3P%  | FT%  | RPG | APG | SPG | BPG | PPG |
| -------- | ------ | -- | -- | ---- | ---- | ---- | ---- | --- | --- | --- | --- | --- |
| 2021     | DAL    | 1  | 0  | 4.0  | —    | —    | —    | .0  | .0  | .0  | .0  | .0  |
| 2022     | DAL    | 16 | 0  | 7.6  | .286 | .227 | .250 | .8  | .4  | .3  | .0  | 1.4 |
| 2024     | DAL    | 22 | 0  | 18.1 | .424 | .390 | .737 | 2.5 | 1.0 | .8  | .1  | 5.0 |
| 通算     | 通算   | 39 | 0  | 13.4 | .389 | .346 | .593 | 1.7 | .8  | .6  | .1  | 3.4 |

### カレッジ
| シーズン | チーム   | GP | GS | MPG  | FG%  | 3P%  | FT%  | RPG | APG | SPG | BPG | PPG  |
| -------- | -------- | -- | -- | ---- | ---- | ---- | ---- | --- | --- | --- | --- | ---- |
| 2019–20  | アリゾナ | 30 | 30 | 30.9 | .424 | .361 | .780 | 4.6 | 2.6 | 1.5 | .4  | 12.0 |